# Muri bei Bern
Muri bei Bern é uma comuna da Suíça, situada no distrito administrativo de Berna-Mittelland, no cantão de Berna. Tem 7,6 km² de área e sua população em 2018 foi estimada em 13.051 habitantes.